# Hellsing
Hellsing (ヘルシング?, Herushingu) è un manga scritto e disegnato da Kōta Hirano, prodotto originariamente in Giappone dal 1998 al 30 settembre 2008, data in cui la rivista che ospita Hellsing, Young King OURs, ha pubblicato l'ultimo capitolo dell'opera. In Italia il manga venne originariamente pubblicato da Dynamic Italia nella sua collana Legend, ma dopo il cambio di staff i diritti sono passati a J-Pop che ha pubblicato tutta la serie.
Nonostante il panorama dei manga abbondi di storie e sperimentazioni non comuni, Hellsing si distingue sia per il suo tagliente humor nero che per la satira rivolta nei confronti delle diverse confessioni religiose, che nel manga assomigliano più a fanatiche organizzazioni segrete. L'opera è riservata ad un pubblico adulto, sia a causa dei temi trattati, che delle cruente scene splatter presenti in ogni capitolo.
In seguito al successo di pubblico riscosso, nel 2001 lo studio Gonzo ne ha prodotto una trasposizione animata in 13 episodi. L'anime ripercorre la storia narrata nei primi volumi, per poi distaccarsene nettamente. I DVD della serie TV sono stati pubblicati anche in Italia nel 2007 da Fool Frame.
Oltre all'anime di 13 episodi, esiste anche un'altra trasposizione animata di Hellsing, una serie di OAV più fedele al fumetto, intitolata Hellsing Ultimate, conclusa il 26 dicembre 2012, prodotta inizialmente da Satelight e Madhouse e portata avanti, a tre episodi dalla fine, dagli studi di animazione Graphinica e Kelmadick. In Italia i 10 OAV sono stati pubblicati in DVD dalla francese Kazé che ha collaborato per i testi italiani con la casa editrice italiana J-Pop.

## Trama
(Alucard a Seras nel volume 2)
I Royal Knights of Protestant Order, ossia i "Cavalieri Reali dell'Ordine Protestante" (in riferimento ai cristiani protestanti), sono un nobile casato di Londra conosciuto come "Hellsing". Da generazioni lotta contro creature delle quali la maggior parte della gente comune ignora l'esistenza: vampiri, ghoul e qualunque entità non umana che, generalmente, viene indicata come "mostro".
L'Hellsing opera in gran segreto e da tempo è in realtà un'organizzazione paramilitare al servizio di Sua Maestà. Al comando dell'organizzazione c'è Integra Fairbrook Wingates Hellsing, diretta discendente del primo Lord Hellsing. Ancora adolescente, si trova costretta a prendere il controllo dell'Ordine. Il padre Arthur, malato e ormai prossimo alla morte, ordina alla figlia, qualora dovesse sentirsi minacciata, di scendere nei sotterranei della magione, dove risiede qualcosa in grado di proteggerla.
Alla morte del padre, lo zio di Integra cerca di uccidere la nipote, infuriato dal fatto che Arthur gli abbia preferito la figlia come nuova leader della famiglia. Integra, come suggerito dal padre, si nasconde nelle segrete della magione, dove trova un cadavere. Lo zio riesce comunque a trovarla e non esita a spararle. Il primo colpo la sfiora solamente, ma il sangue versato è sufficiente a risvegliare il cadavere che uccide all'istante lo zio e i suoi tirapiedi. Integra si trova così faccia a faccia con Alucard, un vampiro al servizio della famiglia Hellsing da più di un secolo, nonché asso nella manica dell'organizzazione che, per volontà stessa di Arthur, era stato rinchiuso nei sotterranei molti anni prima.
La ragazza, sebbene ancora molto giovane, diviene così il Master (Il Padrone) di Alucard. Passano dieci anni da quell'episodio e Integra ora è diventata una giovane donna.
Quando a Londra il numero di vampiri inizia a crescere in maniera esponenziale anche il Vaticano inizia a muoversi. Il prete esorcista Alexander Anderson, il miglior agente dell'Iscariota (tredicesima divisione segreta della Chiesa Cattolica), viene inviato a Badrick, zona di confine tra i territori cattolici e quelli protestanti. Tuttavia, le apparizioni di ghoul non sembrano seguire alcuna logica, è come se le regole per la creazione dei non-morti fossero state raggirate, suggerendo che il tutto sia stato orchestrato da qualcuno.
Fanno così la loro apparizione i fantasmi di 50 anni prima, i vampiri nazisti del Millennium guidati dal malvagio Maggiore; per tutto questo tempo hanno agito nell'ombra, cercando di realizzare il sogno infranto: lo sbarco in Inghilterra, la distruzione di Londra e l'annientamento di Alucard e della famiglia Hellsing. Una guerra in piena regola, dalla quale nessuno potrà tirarsi fuori.

## Personaggi e organizzazioni

Alucard nella prima serie anime.

In Hellsing esistono tre tipi di organizzazioni:

### Hellsing
Organizzazione paramilitare di matrice religiosa il cui scopo è proteggere le terre protestanti dell'Inghilterra da ogni tipo di minaccia di natura non umana. La direzione è affidata da generazioni ai diretti discendenti del primo Lord Hellsing (in riferimento a Van Helsing, l'uomo che nel 1892 a Londra sconfisse Dracula e che nel manga poi fonderà l'agenzia Hellsing). Il vampiro, a differenza di quanto accade nel romanzo di Bram Stoker, non viene ucciso, ma risparmiato e ridotto in schiavitù. Per quasi un secolo su di lui vengono effettuati esperimenti non meglio precisati, che ne delimitano i poteri e che lo renderanno un vampiro praticamente imbattibile e fedele ai vari Master, i suoi padroni, che nel corso degli anni si susseguiranno. La fedeltà sembra sia dovuta ad un legame di sangue che si instaura fra il vampiro e colui che è destinato a comandarlo; tuttavia, Alucard non ha mai rivelato le motivazioni secondo le quali accetta di servire gli umani. A manga concluso, si può affermare che in poco meno di 150 anni si sono susseguite tre persone al comando dell'organizzazione: il primo Lord Hellsing, seguito da Arthur (al comando di Alucard durante la seconda guerra mondiale), al quale succede la figlia, Integra Fairbrook Wingates Hellsing. Quando lei morirà l'organizzazione smetterà di avere una guida a discendenza famigliare, dal momento che Integra non ha avuto figli. Le redini e gli incarichi dell'agenzia passeranno quindi sotto il controllo del Governo Britannico; in attesa di quel momento, Integra istruisce il nipote di Penwood, in modo che sia in grado di prendere in mano la situazione nella maniera adeguata.
Da sempre Hellsing è agli ordini diretti della Regina d'Inghilterra, capo della Chiesa Anglicana, mentre i rapporti con la Chiesa cattolica si reggono sulla base di una diplomazia piuttosto debole, visto che il Vaticano brama da tempo di convertire l'Inghilterra al cattolicesimo.

### Millennium
Questo misterioso gruppo viene nominato per la prima volta nel secondo volume del manga. È il nome in codice di un progetto nazista con lo scopo di effettuare ricerche sui non-morti, attivo durante la seconda guerra mondiale. La direzione delle ricerche ad alta segretezza viene affidata al Maggiore, per ordine dello stesso Führer. Il piano viene ostacolato a Varsavia nel 1944, quando l'Hellsing invia sul campo di battaglia Alucard ed un giovane Walter, per contrastare un esercito di ghoul schierato dai capi nazisti. Dopo la sconfitta del Terzo Reich, molti gerarchi nazisti fuggono in Sud America con l'aiuto del Vaticano, lì il Millennium riprende in gran segreto le proprie ricerche. Dopo 50 anni il progetto viene ultimato: il Maggiore ha a sua disposizione il "Letzte Battalion", l'ultimo battaglione per l'appunto, un esercito di mille SS veterane vampirizzate, ognuna delle quali vale quanto cento uomini. Saranno loro, assieme alle bombe sganciate dai dirigibili del Millennium, a devastare Londra e a renderla una città di morte.

### Sezione Iscariota XIII
La Sezione Iscariota XIII è il corrispettivo cattolico dell'organizzazione Hellsing, con una maggiore impronta di fanatismo. È una divisione speciale votata alla lotta contro mostri di ogni genere, eretici e infedeli. Il nome si ispira a Giuda Iscariota, il traditore, del quale sono l'esercito, gli Apostoli della morte. Lottano per la fede cattolica, senza però sottostare alle leggi di quest'ultima. Non sono credenti, non sono Apostoli, non sono traditori, ma al tempo stesso lo sono. Consapevoli che il loro agire è un male necessario per la salvaguardia del cattolicesimo, sanno che la punizione divina cadrà anche su di loro. Nella loro presentazione ufficiale nel volume 6 tengono nella mano destra pugnale e veleno, mentre nella sinistra 30 monete d'argento e una corda di paglia. Il pugnale e il veleno sono una metafora per indicare i loro metodi violenti ma necessari per difendere il Vaticano e la Chiesa cattolica, mentre i denari e l'argento richiamano il tradimento e la morte di Giuda, il quale pentitosi di aver tradito Gesù, getterà nel tempio le monete d'argento e s'impiccherà con una corda.
Ecco quindi che il modo violento con cui la Sezione Iscariota XIII agisce è un tradimento dei precetti del cattolicesimo e i loro membri ne sono ben consci. La strada da loro intrapresa non porterà ad alcuna redenzione. Tuttavia in cuor loro sono felici di combattere per la fede in cui credono ardentemente e ciecamente.

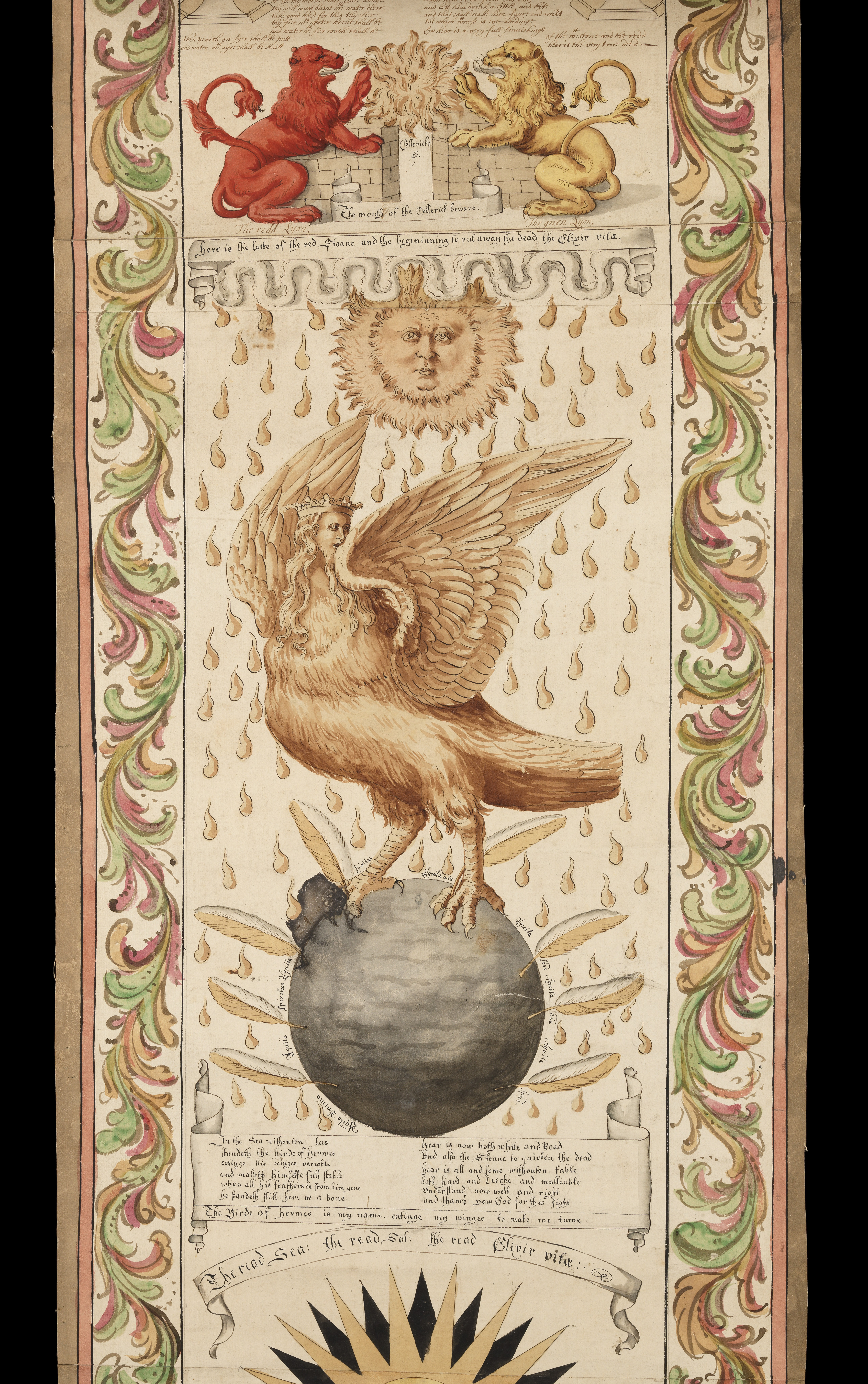
L'immagine del Rotolo di Ripley che riporta la frase "The Bird of Hermes is my name, eating my wings to make me tame".

La punta di diamante della sezione è il Padre Alexander Anderson, affiancato da Yumiko/Yumie Takagi e Heinkel Wolfe, le due sicarie più abili dell'organizzazione. La sezione conta anche un numero imprecisato di iscarioti, che entrano in azione durante l'assedio nazista di Londra. A capo della divisione c'è Enrico Maxwell, agli ordini diretti del Papa.

## Fonti d'ispirazione
Hellsing si ispira liberamente alle vicende del Dracula di Bram Stoker, con frequenti richiami alla trama del romanzo soprattutto nei punti chiave del manga. Inoltre lo stesso nome di Alucard non è altro che "Dracula" letto al contrario.
Il nome della serie è volutamente un gioco di parole: si riferisce esplicitamente al capostipite della famiglia, Van Helsing (con una l), l'uomo che sconfisse Dracula riuscendo a domarlo, ma fa riferimento anche al significato letterale della parola, ossia "Canto dell'Inferno" (hell=inferno, sing=canto), termine strettamente legato alla natura di Alucard nel momento in cui rivela tutto il suo potenziale.
Nel manga Alucard viene definito da Maxwell "Akuma, Dracul, Dracula" ossia "Diavolo, Dracul, Dracula", in riferimento alla figura del Voivoda rumeno Vlad III di Valacchia.
Sebbene dal punto di vista etimologico Akuma e Dracul abbiano lo stesso significato ("Diavolo", con il quale era conosciuto il padre di Vlad III di Valacchia, Vlad II Dracul), Dracula deriva invece da Draculea che significa sia "figlio del Dragone" (in quanto il padre fu investito dell'Ordine del Dragone), sia "figlio del diavolo" ed è uno dei nomi con i quali Vlad III era conosciuto. Oltre naturalmente al più noto Ţepeş, ossia "impalatore".
Oltre al Dracula di Bram Stoker, Hellsing trae ispirazione, per il personaggio di Rip van Winkle, anche da una delle prime opere liriche a fare uso del Leitmotiv: Der Freischütz ("il Franco Cacciatore"), di Carl Maria Von Weber.
La frase pronunciata dal Maggiore: «Spegniti, spegniti, breve candela! La vita non è altro che un'ombra che cammina» è una citazione del Macbeth di Shakespeare.
La frase pronunciata dal primo Lord Hellsing (Van Helsing) alla fine del XIX secolo ad Alucard è di derivazione biblica: «Poiché ogni carne è come l'erba ed ogni gloria d'uomo è come il fiore dell'erba; l'erba si secca e il fiore cade, ma la parola del Signore rimane in eterno. E questa è la parola che vi è stata annunziata.» (1 Pietro 1:24,25)
La frase «The Bird of Hermes is my name, eating my wings to make me tame» proviene da un testo alchemico del XV secolo noto come Ripley Scroll, riguardante la creazione della Pietra Filosofale. È posta nella fase di passaggio del rotolo tra la costruzione puramente chimica della pietra filosofale ad una sua visione più cosmica. L'Uccello di Hermes, così come la Serpe d'Arabia, suggeriscono una cristallizzazione e una conseguente affermazione del "potere dell'alchimia di distruggere ciò che la natura ha prodotto e di riportarlo in vita in una forma più elevata" .
La scritta è incisa sulla bara di Alucard.

## Temi ricorrenti

### La metafora della guerra come "l'Alba alla fine del Sogno"
Il sogno è la principale chiave di lettura di Hellsing attraverso il quale si articola la storia. Nel manga più e più volte i protagonisti pronunciano questa parola proprio perché è attraverso di esso che ognuno cercherà di realizzare i propri desideri. Da Maxwell ad Anderson, da Walter al Maggiore, nel corso della lunga notte nella quale tutte le storie si scontrano fra loro, i protagonisti riusciranno anche solo per un istante a realizzare i loro sogni. Catalizzatore degli eventi e strumento per la realizzazione del sogno è proprio la guerra. Una guerra che va ben oltre il semplice concetto di massacro fine a sé stesso, ma che anzi, grazie al ruolo cardine che le viene assegnato diventa col tempo un elemento imprescindibile e del quale nessuno potrà e vorrà fare a meno.
L'alba rappresenta invece la fine del sogno. Ed è proprio al sorgere del sole che le vicende fondamentali dei personaggi arriveranno ad un punto di svolta, indipendentemente dalla durata del sogno. Sia esso quello del Millennium, lungo mezzo secolo, sia esso lungo 500 anni come quello di Alucard.

### La metafora della guerra come "Gioco di carte"
Questa e la successiva sono due metafore minori rispetto al sogno e all'alba, ma comunque sono presenti a più riprese. Alucard viene definito dal Maggiore e da Maxwell come il Joker (Maxwell lo chiama Joker Assassino). Rappresenta non solo una carta importante a disposizione dell'Hellsing, ma proprio la carta più imprevedibile, il Jolly Joker. La personificazione di una carta capace di compensare e risolvere qualsiasi situazione portando inevitabilmente la vittoria dalla sua parte. Risulta quindi chiaro che per battere chi ha già di fatto la vittoria in tasca serve una strategia in grado di sfruttare a proprio vantaggio proprio ciò che altrimenti lo schiaccerebbe. E così fa il Maggiore, obbligando Integra a portare Alucard a livello Zero.
Il tema ritorna quando il Deus Ex Machina atterra e il Maggiore dice "Call! Vedo" rilanciando così la puntata e offrendo tutto ciò che possiede, sottolineando poi come il destino abbia rimescolato le carte: infatti Seras non era stata contemplata all'inizio fra i piani del Maggiore, dato che la sua creazione era al di fuori dell'influenza del Millennium. Tuttavia la sua presenza diventerà fondamentale per la realizzazione del sogno del Maggiore.
Il tema del gioco ritorna con Walter, sempre per bocca del comandante nazista. Il maggiordomo, nelle condizioni attuali (cioè di uomo di 70 anni) non può nemmeno pensare di sconfiggere Alucard. Eccolo quindi non avendo sufficienti "soldi per puntare" chiederli in prestito al Millennium, che permette a Walter di ringiovanire e diventare un vampiro. Tuttavia l'interesse che dovrà pagare sarà la propria vita.

### La metafora della guerra come "Teatro"
A sottolineare questo aspetto sono il Maggiore e Walter, la prima volta quando la battaglia sta per iniziare, con Alucard appena tornato. Nel grande palcoscenico della guerra che il Maggiore ha preparato lo si sente dire: "Tutti gli attori sono saliti sulla scena, allo spuntar dell'alba si alza il sipario sulla Valpurgis", con riferimento alla Notte di Valpurga.
In un'altra occasione Walter, parlando con Doc afferma che tutti loro sono solo attori di uno spettacolo (la guerra), l'ultimo atto di una tragedia. Lui, come gli altri, ha cercato di interpretare al meglio il suo ruolo. Sempre Walter si fa beffa di Doc, dicendo che ogni vampiro da lui creato è imperfetto, nient'altro che "una brutta imitazione di Alucard", pessimi attori che hanno cercato malamente di recitare come lui, affermando proprio per questo: "Se non è questa una commedia, allora che cos'è?".
Da notare, vista la similitudine con il teatro, anche la citazione che Hirano fa del Macbeth di Shakespeare proprio quando Alucard sta per svanire: "Spegniti, spegniti, breve candela! La vita non è altro che un'ombra che cammina; un mediocre attore che si pavoneggia e si dimena sul palcoscenico per il tempo della sua parte e poi non si ode più oltre. È una favola narrata da un idiota, piena di strepito e furia e senza significato alcuno" (Macbeth: atto V, scena V).
È inevitabile non pensare a quando il Maggiore parlava di "vita e morte sono solo un inganno", "per quanto si calpesti un'ombra, l'ombra non svanirà", riferendosi ad Alucard.

## Manga
Attualmente in Italia sono stati pubblicati 6 volumi di Hellsing da parte di Dynit (edizione poi interrotta), 10 da J-Pop e 10 in Giappone. L'uscita degli stessi è stata interrotta nel maggio 2005, mentre negli Stati Uniti l'ultimo volume pubblicato è stato il numero 7 il 28 settembre 2005. I volumi italiani sono pubblicati con le tavole orientate come nel manga originale, per cui la lettura procede in senso inverso rispetto alle normali testate occidentali. Nel primo, secondo e terzo volume della serie è apparso un crossover della storia intitolato Cross fire. Il 7 settembre 2007 l'editore J-Pop ha annunciato la pubblicazione di una nuova versione del manga di Hellsing, caratterizzata da nuove traduzioni, un nuovo adattamento grafico e una sovraccoperta. A luglio 2020 è uscita un'edizione integrale dell'opera in 5 volumi, sempre edita da J-Pop.
Il manga è stato pubblicato anche in:
- Dark Horse Comics
- Editions Tonkam
- Planet Manga
- Norma
- J.P. Fantastica

### Cross Fire
Cross Fire racconta le avventure di due agenti gruppo Iscariota XIII, gruppo di cui fa parte anche Alexander Anderson, Heinkell e Yumiko (quest'ultima affetta da sdoppiamento della personalità che la trasforma in una sadica e spietata suora di nome Yumie). Nei tre episodi di Cross fire finora apparsi le due si scontrano con gli eretici che vogliono minare la Chiesa cattolica. Nei racconti Hirano non risparmia nessuno: dai musulmani integralisti ai santoni delle religioni di nuova concezione. L'autore intendeva inizialmente usare Cross fire come un lavoro a sé stante ma all'ultimo decise di inserire l'opera in Hellsing, facendo di Heinkell e Yumiko le controparti di Alucard e Seras. Forse più in Cross fire che in Hellsing stesso, Hirano Kota rivela una pesante satira alla chiesa cattolica e ai suoi metodi di conversione e di lotta all'eretico.

### Hellsing: The Dawn
Questa serie è stata pubblicata ad intervalli irregolari sulla rivista Young King OURs plus, un allegato di Young King OURs. Conta solamente di 6 capitoli e la pubblicazione viene interrotta non appena Shōnen Gahōsha annuncia la chiusura di YKO+. In questi 6 capitoli si narrano le vicende della spedizione in Polonia di Hellsing contro il Millennium, durante la seconda Guerra Mondiale, che progettava di creare un esercito di ghoul. Alucard e Walter sono guidati da Arthur Hellsing al cui fianco vi è Lord Island, colui che 50 anni dopo si ritroverà ad affrontare ancora una volta i nazisti.
I capitoli sono essenziali per la comprensione del manga principale, Hellsing, in quanto spiegano certi comportamenti ed introducono dei dettagli che consentono di farsi un'idea più chiara sulla trama. L'editore di YKO ha recentemente annunciato che The Dawn continuerà: nonostante Hirano stia già lavorando al nuovo manga la cui prosecuzione è stata data per certa. Non ci sono ancora date al riguardo.
La trasposizione animata, divisa in tre episodi, è presente negli ultimi 3 DVD della versione Ultimate.

### Hellsing: Impure Souls
I primi cinque episodi della prima serie animata sono stati adattati dalla Dark Horse (che ha distribuito il manga in America) in un anime comic di 160 pagine, con il titolo Hellsing: Impure Souls. Per ragioni sconosciute non sono seguiti ulteriori volumi che adattassero i restanti episodi dell'anime.

## Anime
Hellsing ebbe subito un notevole successo in Giappone, tanto che si decise di realizzare subito una serie animata incentrata sulle avventure di Alucard e compagni. L'anime è composto da 13 episodi della durata di 20 minuti circa ognuno. Il doppiaggio dei personaggi è profondamente caratterizzato e ricopre un ruolo decisamente importante nell'intera opera. L'opera suscitò inizialmente scalpore a causa dei contenuti forti e anti-clericali. La storia narrata riprende i primi due volumi del manga, per poi cambiare rotta e incentrarsi sulla figura di una nemesi vampirica chiamata Incognito, assente all'interno del manga.
In Italia la serie è stata pubblicata in DVD dalla Shin Vision, dopo il fallimento di essa venne rieditata sotto l'etichetta Fool Frame di EXA Cinema. L'edizione si compone di un cofanetto a forma di bara, in tono con i temi portanti della serie, contenente i 13 episodi racchiusi in 4 DVD, più un disco dedicato esclusivamente ai contenuti speciali.
La sigla d'apertura dell'anime è Logos Naki World (o World Without Logos) di Yasushi Ishii, mentre la sigla di chiusura è Shine dei Mr. Big.

### Lista degli episodi
| Nº | Titolo              | In onda          | In onda  |
| Nº | Titolo              | Giapponese       | Italiano |
| 1  | The Undead          | 10 ottobre 2001  | 2007     |
| 2  | Club M              | 17 ottobre 2001  | 2007     |
| 3  | Sword Dancer        | 24 ottobre 2001  | 2007     |
| 4  | Innocent as a Human | 31 ottobre 2001  | 2007     |
| 5  | Brotherhood         | 7 novembre 2001  | 2007     |
| 6  | Dead Zone           | 14 novembre 2001 | 2007     |
| 7  | Duel                | 21 novembre 2001 | 2007     |
| 8  | Kill House          | 28 novembre 2001 | 2007     |
| 9  | Red Rose Vertigo    | 5 dicembre 2001  | 2007     |
| 10 | Master of Monster   | 12 dicembre 2001 | 2007     |
| 11 | Trascend Force      | 19 dicembre 2001 | 2007     |
| 12 | Total Destruction   | 9 gennaio 2002   | 2007     |
| 13 | Hellfire            | 16 gennaio 2002  | 2007     |

## Hellsing Ultimate
Pubblicato dal 2006 al 2012, la serie consiste in 10 episodi OAV, uno per ogni volume del manga. La trama si mantiene più fedele al manga originale, rispetto alla serie TV anime (di 13 episodi), sia come disegno che come storia. Nei DVD n. 8, 9 e 10 come extra si trova anche il prequel Hellsing: The Dawn, diviso in 3 episodi. Ciascun OAV ha una durata che varia tra i 40 ed i 60 minuti. In Italia inizialmente sono stati distribuiti solo i primi 4 episodi ad opera della casa editrice Kazé, mentre l'intera serie è stata acquisita da Dynit e trasmessa in streaming da VVVVID.
L'ultima tranche chiamata "final season" e composta dagli OAV 8, 9 e 10, è stata realizzata da un nuovo team composto da due studi d'animazione, Graphinica (settore CG) e Kelmadick, dopo che Satelight aveva realizzato gli OAV 1, 2, 3, e 4 e Madhouse gli OAV 5, 6 e 7.

## Colonne sonore
Sia la serie TV che gli OAV hanno le loro rispettive colonne sonore. A partire dall'OAV 8 alcuni brani della serie tv composti da Yashii sono stati utilizzati in entrambe le versioni.

### Serie TV
I brani sono stati composti da Yasushi Ishii, compresa l'opening, World without logos. L'ending è stata composta dalla band Mr. Big.

#### O.S.T. RAID
1. World Without Logos (Opening)
2. Fool Cross Over Nirvana (Grudge Prohibited)
3. Musical Play Smiling Rebellious Flower
4. Certain Victory Lotus Sutra Tune
5. Services to Gods (Do on Our Own Accord)
6. Left Foot Trapped in a Sensual Seduction
7. Dracula's Holy Pupil and R & R
8. P.S. Lord Amitabha Have Mercy on Me
9. Sea of Chaos (Creator's Ulterior Motive)
10. Original Sin (For Not Keeping Virginity)
11. Bodhisattva of Cathedral
12. Mask of the Priest and the Bell of the Chapel
13. Act of Demon or the Work of God
14. Pure Death
15. Survival on the Street of Insincerity
16. Ambiguous Drum's Grief
17. Requiem for the Living
18. Non-Neurosis Tunes (Who the Hell Are You?)
19. When You Start the War, Fight With Arrows, Spears and Swords?
20. Shine (Ending)

#### O.S.T. RUINS
1. World's Last Sagacious Period
2. Hidden Leaves Harmony
3. Sky of God Master
4. Hatred Guy of Sinfulness
5. Soul Rescuer
6. I.B.C.J. Siege Rope
7. Sever Gun Fight at the Hill of Casualties
8. Sould Police Chapter's Reverse Side Circumstance
9. Primary Colored Suicide Bombing Love Song
10. Secret Karma Serenade
11. The Japanese Alphabet Road With Chinese Bellflower's Sweet Smell
12. Echoing Truth
13. Fabricated Background
14. Origin Reflection Rhythm Nation
15. Midnight Assassin
16. The World Without Logos
17. Gyspy of Atonement
18. Goodbye Used World
19. From 666 to 777
20. Hemp Smoke Stings the Eyes
21. Aha, Springtime of Life's Erotic Hell
22. Unexpected Incident

### Serie Ultimate
Gradus Vita è stata scritta da Mami Hamada. Der Freischütz è stato composto da Carl Maria Von Weber. Tutte le musiche sono composte da Hayato Matsuo ed eseguite dall'Orchestra Filarmonica di Varsavia.

#### O.S.T. Black dog
1. Song of DEMETER
2. TARGET INSIGHT
3. Hakushaku Tatsu!
4. Kuro Inu to Mukade no Koushin
5. Sen no Kima Man no Hitomi
6. EMIA
7. Inu no Koku
8. Shishuu Kaze to Chi Shibuki
9. Badrick
10. Inu no Kuso
11. Shotgun Circus
12. Makai Kyoukai Sen
13. Hyaku Yorozu Hatsudan
14. Cromwell
15. Die Fledermaus
16. SHINOBIASHI SASURIASHI
17. Gradus vita

#### O.S.T. Warsaw Recording Selection (Premium Disk)
CD presente come bonus nella limited Edition dell'OAV 5
1. Gradus vita
2. 黒犬とムカデの行進 (March of The Black Dog and Centepedes)
3. Lezte Bataillon
4. Stolzer Aristokrat
5. Feuerkreuz
6. E M I A
7. 大隊兵諸君 (Gentlemen, Soldiers of The Battalion)
8. Apocalypse now!
9. Der Freischütz Nr. 9. Terzett

## Differenze tra anime e manga
Nella prima versione dell'anime Hellsing, oltre all'evidente cambiamento della storia (nell'anime dopo l'attacco di Jan e Luke Valentine la trama prende uno svolgimento completamente diverso, nel quale non appare il Millennium poiché al suo posto viene introdotto come nemico il vampiro Incognito), sono presenti un gran numero di differenze:
- Nell'anime i vampiri hanno solo i canini lunghi mentre nel manga hanno delle zanne al posto dei denti.
- Nell'anime i ghoul hanno la pelle grigia, mantengono le sembianze umane e non hanno gli occhi mentre nel manga somigliano a veri e propri zombie: hanno la pelle scarnificata, di colore marcio, possiedono delle zanne e hanno occhi rossi e luminescenti.
- Nell'anime Alucard uccide il vampiro vestito da prete all'interno di una chiesa, mentre nel manga e nel primo OAV tutto avviene in una radura.
- Nell'anime Alucard propone a Seras di essere trasformata in vampiro prima di spararle, mentre nel manga e nell'OAV avviene il contrario.
- Nell'anime gli occhi di Seras restano rossi dopo la sua trasformazione, mentre nel manga lo diventano quando usa i suoi poteri e verso la fine, dopo aver bevuto il sangue di Pip.
- Nell'anime il primo scontro con Anderson viene diviso in due battaglie, svolte in due lassi di tempo, e si conclude in maniera leggermente diversa. Inoltre lui ed Alucard non avranno altri scontri, al contrario del manga.
- Nell'anime i fratelli Valentine si procurano un esercito di ghoul per conto loro e agiscono sotto il comando del vampiro Incognito, mentre nel manga l'esercito di ghoul gli viene dato direttamente dal Millennium e i due fratelli prendono gli ordini direttamente dal Maggiore.
- Nell'anime Seras ferma Jan, che stava per uccidere un soldato al servizio della Hellsing prima di affrontarlo con Walter, mentre tale scena non avviene nel manga.
- Durante l'attacco dei fratelli Valentine, Seras, presa dalla sete di sangue, viene fermata da Walter mentre nel manga è Lady Integra a fermarla.
- Nell'anime Jan viene colpito solo dai proiettili di Lady Integra e poi si dà fuoco per evitare di essere torturato, mentre nel manga tutti i membri della Tavola Rotonda gli sparano ed egli viene fatto bruciare, tramite il chip, dai maggiori esponenti del Millennium per non fargli rivelare informazioni preziose.
- Nell'anime Seras forma una sorta di legame con i soldati al servizio dell'organizzazione; nel manga, invece, Seras forma una specie di amicizia con i Wild Geese, il gruppo di mercenari che Hellsing assolda nel terzo volume e dei quali è a capo Pip Bernadotte. Dato che i mercenari non sono presenti nell'anime, sono stati sostituiti dai soldati dell'organizzazione, nel diventare compagni di Seras.
- Sono stati introdotti alcuni episodi non presenti nel manga nei quali Alucard e Seras affrontano dei vampiri inferiori.
- Nell'anime c'è poco sangue e molte sequenze sembrano volontariamente censurate, inversamente dal manga, in cui è presente molto più sangue.
- Nell'anime il traditore dell'organizzazione Hellsing è un membro della Tavola Rotonda (ma non si capisce chi è), che poi verrà impiccato, mentre nel manga è Walter.
- C'è anche una notevole differenza concettuale: nell'anime, un vampiro può trasformare un umano in ghoul mischiando una piccola quantità del suo sangue a quello della vittima quando la morde, mentre per trasformarlo in vampiro deve donare una maggiore quantità di sangue. Nel manga, invece, un vampiro trasforma un essere umano in ghoul quando la vittima che morde non è più vergine: un umano si trasforma in vampiro solo se è ancora illibato.